# Gabriela Kizer
Gabriela Kizer (Caracas, Venezuela en 1964) es una poeta y biógrafa venezolana. Es Licenciada en Letras de la Universidad Central de Venezuela desde 1986. Magíster en Literatura Latinoamericana Contemporánea de la Universidad Simón Bolívar en 1993. Desde 1993 es profesora de la Escuela de Artes y de la Maestría en Literatura Comparada de la Universidad Central de Venezuela, en el área de literatura.

## Poesía
- Amagos. Caracas: Monte Ávila Editores, 2000 (este libro fue escogido en el concurso para la selección de obras de autores inéditos de Monte Ávila Editores, 1999)
- Guayabo. Bogotá: Ediciones Arte Dos Gráfico/Ediciones Esta Tierra de Gracia, 2002.
- Tribu. Caracas: Editorial La Cámara Escrita, 2011 (Premio VII Bienal de Literatura «Mariano Picón-Salas»)
- Pavesa. Caracas/Nueva York: Ediciones Letra Muerta, 2019.

## Otros libros
- Ida Gramcko, Biblioteca Biográfica Venezolana, «El Nacional», Bancaribe y C.A. Editora El Nacional, 2010
- Retrospectiva de la Escuela de Artes UCV 1978-2008, Universidad Central de Venezuela, Consejo de Desarrollo Científico y Humanístico, 2011
- Dita Cohén: Cuentos de mi vida, Grupo Intenso, 2015.

## Premios
- Premio de autores inéditos de Monte Ávila Editores, 1999
- Premio Internacional de Poesía «José Barroeta», de la VII Bienal de Literatura «Mariano Picón-Salas» con el poemario "Tribu", Mérida, Venezuela, 2007

## Talleres de lectura y escritura
- FUNDARTE (1988 - 1994)
- Casa de la poesía Pérez Bonalde. (abril - julio de 2004)
- Fundación CELARG (mayo de 2004, abril de 2005)
- Centro cultural Trasnocho TAC (abril de 2004 mayo de 2006).